# Divergente (série de films)
Cet article concerne la série de films. Pour le roman de Veronica Roth, voir Divergent (roman).
Pour les articles homonymes, voir Divergence.

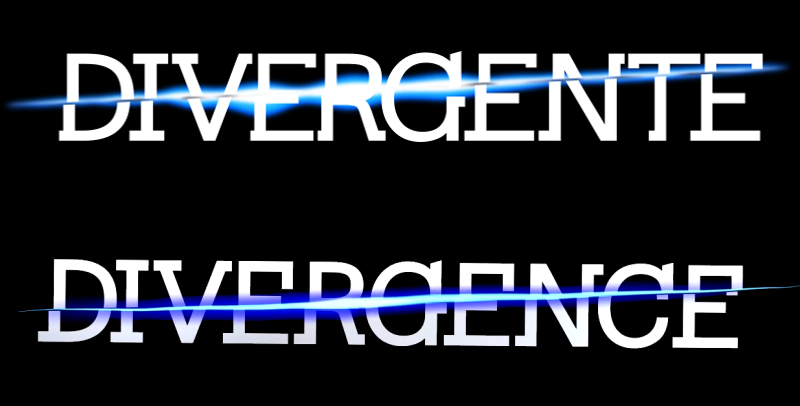
Logos français et québécois du premier film.

Divergente ou Divergence au Québec (The Divergent Series) est une série de films américains adaptés d’une partie de la série de romans écrits par Veronica Roth.
La saga est constituée de trois films. Les deux premiers films sont adaptés des deux premiers romans, Divergent et Divergente 2, alors que le troisième reprend une partie du troisième et dernier roman, Divergente 3. À la suite de l'échec critique et commercial de ce troisième épisode, le dernier opus basé  sur l'autre partie du troisième roman a été annulé. L'avenir de la saga est en suspens, un projet de série télé remplaçant le film n'ayant qu'été envisagé.

## Fiche technique
|                         | Divergente (2014)                 | Divergente 2 : L'Insurrection (2015) | Divergente 3 : Au-delà du mur (2016) |
| ----------------------- | --------------------------------- | ------------------------------------ | ------------------------------------ |
| Titre québécois         | Divergence                        | La Série Divergence : Insurgés       | La Série Divergence : Allégeance     |
| Titre original          | Divergent                         | The Divergent Series: Insurgent      | The Divergent Series: Allegiant      |
| Réalisateurs            | Neil Burger                       | Robert Schwentke                     | Robert Schwentke                     |
| Scénaristes             | Evan Daugherty                    | Brian Duffield                       | Noah Oppenheim                       |
| Scénaristes             | Vanessa Taylor                    | Akiva Goldsman                       | Adam Cooper                          |
| Scénaristes             |                                   | Mark Bomback                         | Bill Collage                         |
| Scénaristes             |                                   | Stephen Chbosky                      |                                      |
| Monteurs                | Richard Francis-Bruce             | Stuart Levy                          | Stuart Levy                          |
| Monteurs                | Nancy Richardson                  |                                      |                                      |
| Producteurs             | Lucy Fisher                       | Lucy Fisher                          | Lucy Fisher                          |
| Producteurs             | Pouya Shahbazian                  |                                      |                                      |
| Producteurs             | Douglas Wick                      |                                      |                                      |
| Musique                 | Junkie XL                         | Joseph Trapanese                     | Joseph Trapanese                     |
| Photographie            | Alwin H. Küchler                  | Florian Ballhaus                     | Florian Ballhaus                     |
| Sortie                  | 21 mars 2014                      | 20 mars 2015                         | 18 mars 2016                         |
| Sortie                  | 9 avril 2014                      | 18 mars 2015                         | 9 mars 2016                          |
| Durée                   | 139 minutes                       | 119 minutes                          | 121 minutes                          |
| Budget                  | 85 000 000 $                      | 110 000 000 $                        | 110 000 000 $                        |
| Genres                  | Science-fiction, action, dystopie | Science-fiction, action, dystopie    | Science-fiction, action, dystopie    |
| Pays d'origine          | États-Unis                        | États-Unis                           | États-Unis                           |
| Sociétés de production  | Summit Entertainment              | Summit Entertainment                 | Summit Entertainment                 |
| Sociétés de production  | Red Wagon Entertainment           |                                      |                                      |
| Sociétés de production  |                                   | Mandeville Films                     | Lionsgate                            |
| Distribution États-Unis | Summit Entertainment / Lionsgate  | Summit Entertainment / Lionsgate     | Summit Entertainment / Lionsgate     |
| Distribution France     | SND                               | SND                                  | SND                                  |

## Distribution
| Personnages             | Films               | Films                                | Films                                |              |
| Personnages             | Divergente (2014)   | Divergente 2 : L'Insurrection (2015) | Divergente 3 : Au-delà du mur (2016) |              |
| ----------------------- | ------------------- | ------------------------------------ | ------------------------------------ | ------------ |
| Beatrice « Tris » Prior | Shailene Woodley    | Shailene Woodley                     | Shailene Woodley                     |              |
| Tobias « Quatre » Eaton | Theo James          | Theo James                           | Theo James                           |              |
| Christina               | Zoë Kravitz         | Zoë Kravitz                          | Zoë Kravitz                          |              |
| Peter Hayes             | Miles Teller        | Miles Teller                         | Miles Teller                         |              |
| Caleb Prior             | Ansel Elgort        | Ansel Elgort                         | Ansel Elgort                         |              |
| Marcus Eaton            | Ray Stevenson       | Ray Stevenson                        | Ray Stevenson                        |              |
| Tori Wu                 | Maggie Q            | Maggie Q                             | Maggie Q                             |              |
| Max                     | Mekhi Phifer        | Mekhi Phifer                         | Mekhi Phifer                         |              |
| Jeanine Matthews        | Kate Winslet        | Kate Winslet                         |                                      |              |
| Natalie Prior           | Ashley Judd         | Ashley Judd                          | Ashley Judd                          |              |
| Eric Coulter            | Jai Courtney        | Jai Courtney                         |                                      |              |
| Will                    | Ben Lloyd-Hughes    | Ben Lloyd-Hughes                     |                                      |              |
| Andrew Prior            | Tony Goldwyn        | Tony Goldwyn                         |                                      |              |
| Lauren                  | Justine Wachsberger | Justine Wachsberger                  |                                      |              |
| Evelyn Johnson-Eaton    |                     | Naomi Watts                          | Naomi Watts                          |              |
| Johanna Reyes           |                     | Octavia Spencer                      | Octavia Spencer                      |              |
| Uriah Pedrad            |                     | Keiynan Lonsdale                     | Keiynan Lonsdale                     |              |
| Edgar                   |                     | Jonny Weston                         | Jonny Weston                         |              |
| David                   |                     |                                      | Jeff Daniels                         | Jeff Daniels |
| Matthew                 |                     |                                      | Bill Skarsgård                       |              |
| Al                      | Christian Madsen    |                                      |                                      |              |
| Molly Atwood            | Amy Newbold         |                                      |                                      |              |
| Edward                  | Ben Lamb            |                                      |                                      |              |
| Jack Kang               |                     | Daniel Dae Kim                       | Daniel Dae Kim                       |              |
| Marlene                 |                     | Suki Waterhouse                      |                                      |              |
| Lynn                    |                     | Rosa Salazar                         |                                      |              |
| Hector                  |                     | Emjay Anthony                        |                                      |              |
| Edith Prior             |                     | Janet McTeer                         |                                      |              |

## Accueil

### Box-office
| Film                          | Année | Budget         | Recettes au box-office | Recettes au box-office | Recettes au box-office | Nombre d'entrées  | Nombre d'entrées  | Références |
| Film                          | Année | Budget         | États-Unis Canada      | Reste du monde         | Mondial                | France            | Île-de-France     | Références |
| ----------------------------- | ----- | -------------- | ---------------------- | ---------------------- | ---------------------- | ----------------- | ----------------- | ---------- |
| Divergente                    | 2014  | 85 millions $  | 150 947 895 $          | 137 937 923 $          | 288 885 818 $          | 1 492 110 entrées | 322 496 entrées   | ,          |
| Divergente 2 : L'Insurrection | 2015  | 110 millions $ | 130 179 072 $          | 167 097 257 $          | 297 276 329 $          | 2 412 922 entrées | 488 288 entrées   | ,          |
| Divergente 3 : Au-delà du mur | 2016  | 110 millions $ | 66 184 051 $           | 113 056 198 $          | 179 240 249 $          | 2 108 990 entrées | 403 304 entrées   |            |
| Total                         | Total | 305 millions $ | 347 311 018 $          | 418 091 378 $          | 765 402 396 $          | 6 014 022 entrées | 1 214 088 entrées |            |

### Critique
| Film                          | Rotten Tomatoes     | Metacritic             | Allociné             |
| ----------------------------- | ------------------- | ---------------------- | -------------------- |
| Divergente                    | 41% (203 critiques) | 48/100 (38 critiques)  | 2,5/5 (19 critiques) |
| Divergente 2 : L'Insurrection | 28% (184 critiques) | 42/100 (40 critiques)  | 3,2/5 (18 critiques) |
| Divergente 3 : Au-delà du mur | 13% (164 critiques) | 33/100 (33 critiques)  | 2,9/5 (17 critiques) |
| Total                         | 27% (551 critiques) | 41/100 (111 critiques) | 2,9/5 (54 critiques) |